# هنري اشبي تيرنر
هنري اشبي تيرنر (بالإنجليزية: Henry Ashby Turner)‏ (و. 1932 – 2008 م) هو مؤرخ العصر الحديث، ومؤرخ، وبروفيسور (أستاذ جامعي) من الولايات المتحدة الأمريكية. ولد في أتلانتا، جورجيا.
توفي في نيو هيفن، كونيتيكت، بسبب سرطان الجلد.

## مناصب وهيئات
أدار جامعة ييل.